# Деркачовский сельский совет (Недригайловский район)
Деркачовский сельский совет (укр. Деркачівська сільська рада) — входит в состав
Недригайловского района
Сумской области
Украины.
Административный центр сельского совета находится в 
с. Деркачовка
.

## Населённые пункты совета
- с. Деркачовка
- с. Городище